# نیکیتا خرومیخ
نیکیتا خرومیخ (ارمنی: Նիկիտա Խրոմիխ زاده ۲۷ مارس ۱۹۹۵) بازیکن فوتسال در پست مهاجم اهل ارمنستان است.

## باشگاهی
از باشگاه‌هایی که در آن بازی کرده‌است می‌توان به باشگاه فوتسال تورپیدو نیژنی نووگورود اشاره کرد.

## تیم ملی
وی همچنین در تیم ملی فوتسال ارمنستان بازی کرده‌است. 